# Joey Belladonna
Joey Belladonna (ur. jako Joseph Bellardini 13 października 1960 w Nowym Jorku) – amerykański muzyk, wokalista. W latach 1985–1992 wokalista grupy Anthrax. Jako oficjalny powód wyrzucenia go z zespołu podano brak zaangażowania w jego działalność. Po odejściu rozpoczął karierę solową. Powrócił do Anthraxu w 2005 roku, aby opuścić go w styczniu 2007 i wrócić ponownie w maju 2010.

## Dyskografia
Anthrax
- 1985 Spreading the Disease
- 1987 Among the Living
- 1988 State of Euphoria
- 1990 Persistence of Time
- 2011 Worship Music
- 2016 For All Kings

Solo
- 1995 Belladonna[3]
- 1998 Spells of Fear[4]
- 2003 03